# Old Bones of the River
Old Bones of the River è un film del 1938 diretto da Marcel Varnel. È la parodia di Bozambo, il gigante nero (Sanders of the River), girato nel 1935 da Zoltán Korda.

## Trama
Il professor Benjamin Tibbetts, rappresentante della T.W.I.R.P (Teaching & Welfare Institution for the Reformation of Pagans, Istituto di insegnamento e welfare per la riforma dei pagani), si dedica a diffondere l'educazione tra i nativi dell'Africa coloniale. Cercando di imparare la lingua locale usando il registratore, al suo arrivo viene subito imbrogliato da un principe locale, incontra gli studenti che si vestono con abiti tribali e hanno il colletto di Eton mentre lui è costretto a indossare i pantaloncini a causa del grande caldo con in testa il tocco della laurea.
Quando il Commissario si ammala di malaria, Tibbetts è costretto a sostituirlo, assumendo le sue funzioni che includono la raccolta delle tasse. Sul fiume, vive Harbottle su un vecchio piroscafo a ruota. Insieme a lui e ad Abert, si troverà a cercare di salvare un bambino da un sacrificio. Poi, dovrà vedersela con una rivolta dei nativi...

## Produzione
Il film fu prodotto dalla Gainsborough Pictures.
Venne girato a Londra, nei Gainsborough Studios, Islington e nel Surrey, a Shepperton.

## Distribuzione
Distribuito dalla General Film Distributors (GFD), uscì nelle sale cinematografiche britanniche nel dicembre 1938.